# Claire Morel
Pour les articles homonymes, voir Morel.
Claire Morel, née le 14 février 1984 à Senlis, est une footballeuse internationale française, qui évoluait au poste d'attaquante.

## Biographie
La carrière de Claire Morel commence à l'US Compiègne en tant qu'attaquante, avec qui elle joue en deuxième division de 2000 à 2002. À cette occasion, elle est internationale française des moins de 19 ans et dispute la Coupe du monde de football féminin des moins de 19 ans 2002, ne passant pas le premier tour. Puis elle dispute sa première saison en première division lors de la saison 2002-2003 avec le CNFE Clairefontaine, terminant cinquième du championnat. 
Ensuite avec le FC Lyon devenu l'OL, elle termine meilleure buteuse du championnat en 2003-2004 avec 18 buts, ce qui lui vaut de connaître trois sélections en 2004 avec l'équipe de France féminine (aucun but). Elle remporte cette même année le Challenge féminin, et elle est finaliste des deux éditions suivantes. 
Puis avec l'ASJ Soyaux, elle termine cinquième meilleure passeuse du championnat 2006-2007 en compagnie de Gaëtane Thiney avec six passes, mais elle ne remporte aucun titre avec ce club. 
Depuis 2009, elle est entraîneuse-joueuse de l'ES Champniers, club de quatrième division française. Elle remporte la Coupe de Charente en 2012, réalisant un triplé en finale.